# Етьєн II Блуаський
Етьєн II Блуаський (фр. Étienne II de Blois; бл. 1046 — 19 травня 1102) — граф Мо, Блуа і Шартру 1089—1102 роках (як Етьєн III Анрі), граф Брі, граф Шатодену, граф Провену, пфальцграф Шампані.

## Життєпис
Походив з Блуаського дому. Син Тібо III, графа Блуа, Шатодена, Шартра, Тура та Сансерру, й Герсенди Менської. Народився 1045 року. 1081 року оженився на доньці англійського короля Вільгельма I.
У вересні 1096 року разом із герцогом Робертом Куртгезом він приєднався до армії Роберта II Фландрського для участі в Першому хрестовому поході. 1097 року брав участь в облозі Нікеї, а потім Антіохії. Знеохочений тяжкістю й труднощами облоги Антіохії, в 1098 році покинув військо, що перебувало в облозі мосульського еміра Кербоги. Цим заплямував свою репутацію.
Повернувшись в Блуа, зустрів дружину, яка заявила, що вона, дочка Вільгельма Завойовника, ображена тим, що вийшла заміж за боягуза. Вона вмовила його подумати про свою репутацію і повернутися на Святу Землю. Етьєн де Блуа приєднався до другої хвилі учасників першого хрестового походу, яка рушила навесні 1101 року. Того ж року біля Нікомедії поєднав загін з військом графа Раймунда IV Тулузького і архієпископа Ансельма IV Міланського. Було захоплено Анкару, але біля Мерзіфону хрестоносці зазнали поразки, а де Блуа ледве врятувався.
1102 року приєднався до двору єрусалимського короля Балдуїна I. Брав участь у другій битві при Рамлі проти фатимідського війська, де загинув.

## Листування
Збереглися два листи Етьєна II де Блуа, адресовані дружині Адель під час його перебування в Палестині, що є важливим історичним матеріалом про дії хрестоносців.

## Родина
Дружина — Адель, донька Вільгельма I, короля Англії
Діти:
- Вільгельм (бл. 1081—1150), родоначальник французького роду Сюллі
- Агнес (1086/1088-1129), дружина Гуго III де Ле-Пюїзе, віконта Шартру, графа Корбейля
- Елеонора (бл. 1090—1147), дружина Рауля I, графа Вермандуа
- Літуїза Адель (1092-після 1118), дружина Мілона II де Монлері, сеньйора Бре, віконта Труа
- Тібо (1090/1093-1152), граф Блуа, граф Шампані (Тібо II).
- Маго (1095—1120), дружина Річарда II, віконта д'Авранш, графа Честер
- Етьєн (бл. 1096—1154), король Англії
- Генріх (1099—1171), єпископ Вінчестерський
- Аліса (1100—1145), дружина Рено III, граф Жуаньї
- Одо (пом. у дитинстві)
- Гумберт (пом. у дитинстві)
- Філіп (д/н — 1100), єпископ Шалон-сюр-Марна